# ストリングフィーバー
ストリングフィーバー（Stringfever）は、ブロードベント兄弟と従兄弟の4人による、エレクトリック楽器を用いたイギリスのストリングカルテット。
息の合った奇抜なパフォーマンスと、音楽ジャンルを超えたユーモア溢れる編曲を得意とし、4人が1台のエレクトリック・チェロで「ボレロ」を弾くというユニークな演奏を目玉とする。四人とも使用しているのはイギリスのエレクトリック・ヴァイオリンメーカーViolectraのカスタムメイドである。

## メンバー
- ジャイルズ・ブロードベント（Giles Broadbent）- 長兄でリーダー。イギリス王立音楽アカデミーに学ぶ。楽器は青い、五弦のエレクトリック・ヴァイオリン。
- ラルフ・ブロードベント（Ralph Broadbent）- 次兄。イギリス王立音楽アカデミーに学ぶ。楽器は黄色と緑の、6弦のエレクトリック・ヴァイオリン。
- ニール・ブロードベント（Neal Broadbent）- 末弟。楽器は赤い、5弦のエレクトリック・チェロ。ボイスパーカッションも行っている。
- グラハム・ブロードベント（Graham Broadbent）- 3兄弟の従兄弟。イギリス王立音楽大学に学ぶ。楽器は紺色の、五弦のエレクトリック・ヴィオラ。口笛、ボーカルなども挟む。